# 超数染色体

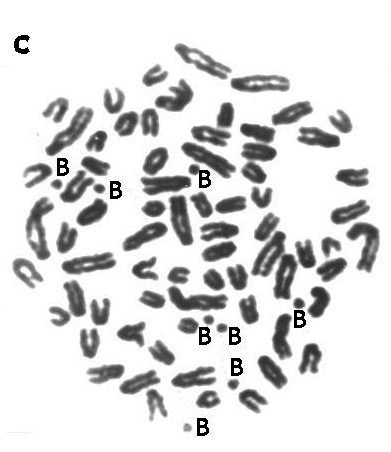
西伯利亚狍（Siberian roe deer）细胞有丝分裂中期染色体图谱内的超数染色体

超数染色体（英語：supernumerary chromosome），又称为B染色体（B-chromosome）、多余染色体、额外染色体或附属染色体。与正常染色体（A染色体）对应，超数染色体染色体是种群中某些个体的附加染色体。少数染色体在植物细胞中较为常见，真菌、动物（如昆虫）等的细胞中也有发现。超数染色体是正常染色体的片段形式，由细胞核分裂时的异常造成。超数染色体中一些含有基因，通常为核糖体RNA的基因（rDNA），但不清楚这些基因是否具有活性。B染色体的存在可以影响生物的表型，尤其对植物的生存能力降低有关。B染色体遗传方式的不规则性可能使其在传代中逐渐丢失。

## 特征
1. B染色体比A染色体小很多；
2. 一般在顶端都具有着丝粒；
3. 大多含有较多的异染色质；
4. 在减数分裂时不能和同样的常染色体配对，而且B染色体彼此之间配对能力也很差。